# Powołże

Mapa Powołża

Powołże (ros. Поволжье) – kraina historyczna we wschodniej części Rosji europejskiej. 
Powołże rozciąga się po obu stronach Wołgi w jej środkowym i dolnym biegu. Dzieli się na część prawobrzeżną – Wyżynę Nadwołżańską oraz lewobrzeżną – Zawołże, składające się z wyżynnego Wysokiego Zawołża i nizinnego Niskiego Zawołża. 
Powołże częściowo pokrywa się z krainą Idel-Ural. Administracyjnie należy do Nadwołżańskiego Okręgu Federalnego.